# Parc Nacional de Keibul Lamjao
Keibul Lamjao és un parc nacional a l'estat de Manipur de l'Índia. És l'últim refugi natural del cérvol d'Eld (Cervus eldii). Es troba a la regió del sud-est del llac Loktak, el llac més gran d'agua dolça a l'Índia. Actualment el parc és amenaçat per la construcció del projecte hidroelèctric Loktak.
Les temperatures varien des dels 34,4 °C a un mínim d'1,7 °C. La precipitació anual és de 1220 mm. L'àrea és la més humida a l'agost, amb una humitat diària de 81%. Març és el mes menys humit amb un 49% d'humitat.
Està catalogat per la Unió Internacional per a la Conservació de la Natura (UICN) com un parc de categoria II.
Les coordenades geogràfiques són 24° 30′ N, 93° 46′ E / 24.500°N,93.767°E.

## Fauna
Aquest parc és també l'hàbitat natural d'altres espècies en vies d'extinció, incloent una espècie de pitó, la pitó india, també del sambar, el mutiac, el cérvol porcí, el gibó, el mico Rhesus, la civeta hindú petita, el porc senglar.